# 品川高清
品川 高清（しながわ たかきよ）は、江戸時代前期の旗本。

## 生涯
旗本品川高寛の次男として生まれる。兄に高家今川家を継いだ今川氏睦がいる。
元禄7年12月7日（1695年）、23歳のときに家督を譲られる。元禄11年（1698年）7月、下野国都賀郡にあった知行地（200石）を安蘇郡に移される。宝永3年（1706年）4月14日没、享年35。
妻は松平与一右衛門親明の養女。1女があったが男子はなく、末期養子として品川高房を迎え、のちに娘と娶わせた。